# California King Bed
California King Bed – ballada rockowa barbadoskiej piosenkarki Rihanny, pochodząca z jej piątego albumu Loud. Piosenka została ogłoszona jako czwarty międzynarodowy singiel, a szósty amerykański z Loud, z dniem 2 kwietnia 2011 roku.

## Tło
Serwisy plotkarskie, a nawet wiarygodne źródła ogłosiły utwór czwartym singlem promującym płytę. Z tego względu, że na początku marca 2011 roku Rihanna na swoim oficjalnym koncie na portalu społecznościowym Twitter zorganizowała głosowanie na następny singiel z albumu pomiędzy „Cheers (Drink to That)”, Man Down, California King Bed, a „Fading”. Do piosenki która wygra ma zostać nakręcony teledysk pod koniec marca 2011 roku. 12 marca 2011 roku formacja The Runners ogłosiła na koncie Rihanny, że zwyciężyła ballada „California King Bed”. Kilka dni później wpis z Twittera zniknął, a plotki zdementował oficjalny blog mający bezpośredni kontakt z Rihanną i jej wytwórnią. Mimo tego serwisy te nadal głosiły o wyborze „California King Bed” na następny singiel, aż w końcu serwis rihannadaily.com potwierdził te informacje.

## Teledysk
Pracę nad wideoklipem Rihanna rozpoczęła w marcu 2011 roku. Piosenkarka 2 maja 2011 roku ogłosiła, że planuje wydać klip do „Man Down” i „California King Bed” w tym samym czasie, czyli za około mniej niż dziesięć dni. Sytuacja się powtarza z 2010, kiedy to 25 maja Rihanna wydała teledysk do singla „Rockstar 101”, a trzy dni później do „Te Amo”. Premiera klipu odbyła się 9 maja 2011 roku na kanale VEVO w serwisie YouTube. Reżyserem klipu jest Anthony Mandler, który regularnie współpracuje z Rihanną. Teledysk opowiada o Rihannie i jej chłopaku, którzy oddalają się od siebie. Na początku teledysku Rihanna przytula się do swojego chłopaka, później się od niego oddala, wychodzi z domu, leży na trawie i śpiewa o swojej miłości.

## Promocja
Rihanna wykonała utwór po raz pierwszy na żywo podczas Academy of Country Music Awards wraz z Jennifer Nettles 3 kwietnia 2011 roku. Ona także zaśpiewała piosenkę podczas jednego z odcinków dziesiątej serii amerykańskiego Idola.

## Notowania
| Listy (2011)              | Najwyższa pozycja |
| ------------------------- | ----------------- |
| Australia (ARIA)          | 4                 |
| Belgia (Ultratip Walonia) | 41                |
| Nowa Zelandia (RIANZ)     | 4                 |

## Wydanie
| Państwo           | Data            | Format           | Wytwórnia                  |
| ----------------- | --------------- | ---------------- | -------------------------- |
| Stany Zjednoczone | 31 maja 2011    | Mainstream radio | Island Def Jam Music Group |
| Wielka Brytania   | 12 czerwca 2011 | CD single        | Mercury Records            |